# Hermosz
Hermosz a görög mitológia lüd eredetű alakja, és egy ókori folyó neve.

## Mitológia
Hermosznak három teljesen különböző legendáriuma alakult ki, egyetlen közös bennük, hogy a vízzel kapcsolatban van mindegyik szerint.
Az elsőben Thészeusz kísérője az amazonok elleni háborúban.
A másodikban Kaliadné egyiptomi vízinimfa 50 gyermekének egyike, aki Phoebe és Agénór leányát, Kleopátrát vette feleségül.
A harmadik szerint Ókeanosz, a folyamisten és Téthüsz fia, a „lüdiai nimfák” apja.

## Folyó
A görögök az egyik legfontosabb anatóliai folyót, a hettita Asztarpa folyót nevezték el róla (ma Gediz). A térségben már II. Murszilisz hettita király idején önálló állam volt, Kuvalijasz. A Hermosz mentén fekvő Szardeisz és Magnészia voltak a legfontosabb lüd és görög települések, ezek mellett Kürupedion és a Hermosz-menti Larissza is itt található. A folyó Phókaia és Szmürna között torkollott az Égei-tengerbe.